# 图兰
图兰（‎），是波斯语中对中亚的称呼，本意为图尔人（Tur）的土地。自6世纪以来，图兰这个词就被用来表示突厥人或土耳其人居住的国家。图兰最初的居民为波斯古经时代的Tuirya伊朗人。那里存在的两支伊朗人部落经常会发生战争。而根据《列王纪》，在波斯古经时代1500年之后，居住在这片土地上的游牧部族开始被图尔（Tūr）所统治，他是皇帝菲里敦（فریدون Fereydūn)的长子。同样根据《列王纪》，与突厥人的联系是因为那时中亚的突厥化已经开始并部分完成。他們中最著名的王是額弗拉斯牙卜，是黑汗王朝始祖。也有人說圖蘭是一些與信仰拜火教的伊朗人敵對的部族。其中伊朗人和图兰人被认为是一个民族，他们都是费雷敦的后裔，但有两个不同的领地，而且经常相互交战。

## 现代意义

### 地理
指图兰低地，中亚一片广袤的平原。
- 13世纪，窝阔台汗国灭亡后，黄色部份的疆域事实上独立，但从来没有停止过各个部落的争执，15世纪被波斯人称为“图兰汗国”（即西伯利亚汗国）
- 1843年，中亚被波斯人称为图兰（独立的鞑靼利亚和前图兰汗国的疆域）
- 1850年代鞑靼利亚範圍內的獨立國家
- 1891年波斯和图兰

### 语言
图兰语，属历史上波斯人对烏拉尔语系、突厥语系群体的别称，讲图兰语的整体也被称作是图兰人，现多居于中亚境内。

### 姓名
图兰（Turan）是中东地区较为常见的一个名字。图兰朵（Turandot或Turandokht）是伊朗人的一个女用名字，波斯语意为“图兰的女儿”。